# Sašo Fornezzi
Sašo Fornezzi (Slovenj Gradec, 11 dicembre 1982) è un ex calciatore sloveno, di ruolo portiere.